# 林茂灿
林茂灿（1935年—），男，福建福清人，中国语言学家，中国社会科学院语言研究所研究员，曾任第八、九届全国政协委员。